# Cartelera (programa de televisión)
Cartelera fue un programa de televisión emitido por La 1 de Televisión Española, y en las últimas temporadas por La 2, entre 1994 y 2008.

## Contenido
En el programa se repasaba la actualidad cinematográfica, los últimos estrenos de la semana en cine español y extranjero, y se realizaban reportajes y entrevistas a personas relacionadas con el mundo del cine, además de dedicar también secciones a los estrenos, primero en video, y más adelante en DVD. 
Además de la versión original de Cartelera, que se emitía los sábados en la sobremesa, los domingos en el mismo horario se emitía un programa con el mismo formato, con el nombre Cartelera TVE en el que lo que se repasaba eran las noticias relacionadas con la programación de Televisión Española, además de realizar un detallado avance de la programación de la semana siguiente en los dos canales de TVE, con especial énfasis en los estrenos cinematográficos en TVE.

## Estructura
Cartelera comenzó a emitirse en La Primera de TVE el 24 de septiembre de 1994 y se emitió hasta el 20 de diciembre de 2008, presentado durante casi toda su historia por José Toledo, aunque los tres últimos meses, tras la salida de Toledo de TVE, fue presentado por María José Molina. La estructura del espacio fue durante años prácticamente la misma, y constaba de varias secciones:
- Estreno: Se realizaban varios reportajes con los seis estrenos más importantes de la semana, dedicando uno a una película en versión original.
- Crítica: Los estrenos más importantes de la semana son valorados por un experto, que les pone una nota de 0 a 10.
- Taquilla: Se muestra la lista con las diez películas con mejor recaudación de la semana, indicando las novedades en la lista, así como las subidas y bajadas en la misma.
- Público: A la salida del cine, reporteros entrevistan a los espectadores, que ofrecen su opinión sobre determinada película ante la cámara.
- Noticias: Información con los futuros estrenos en próximas semanas, próximos trabajos de actores, directores, etc, así como crónica de rodajes en curso.
- Opinión: Un famoso da su opinión acerca de una determinada película.
- Vídeo/Láser/CD/DVD: Se comentan los estrenos en Video, y en bandas sonoras. Originalmente también se mencionaban los estrenos en Laserdisc, y posteriormente en DVD.
- Cierre: Para concluir el programa, se emitía un videoclip con una canción perteneciente a una banda sonora de una película reciente.